# Adesmia fuentesii
Adesmia fuentesii es una especie de planta floral del género Adesmia, tribu Dalbergieae, subfamilia, Faboideae.

## Distribución
Especie nativa de Chile. Crece en el bosque templado.

## Taxonomía
Fue descrita por G.F.Grandjot y publicada en Verh. Deutsch. Wiss. Verein Santiago de Chile, n.s., 2: 124 (1934).
Etimología
Adesmia: del griego a- (sin) y desme (envoltorio), en referencia a los estambres libres.